# Robert Southwell

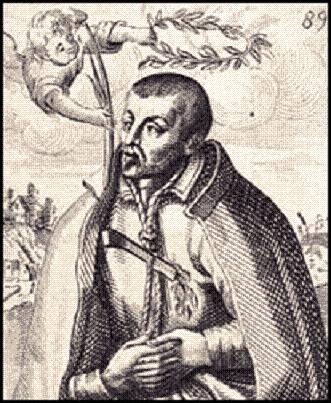
Robert Southwell

Robert Southwell (Norfolk, ca. 1561 - 21 februari 1595) was een Engels rooms-katholiek priester en dichter.
Southwell werd geboren in een rooms-katholiek gezin en was de jongste van acht kinderen. Hij ontving zijn opleiding in Dowaai en Parijs. Zijn docenten waren jezuïeten en in 1580 sloot hij zich aan bij de orde. In 1584 werd hij priester. Southwell werkte vervolgens twee jaar als prefect aan het Venerable English College in Rome, een in 1579 opgericht seminarie voor de opleiding van priesters en het oudste Engelse instituut buiten Engeland.
In 1584 werd in Engeland een wet van kracht die het sinds het aantreden van Elizabeth I geboren onderdanen die tot rooms-katholiek priester waren gewijd, verbood langer dan veertig dagen in het land te verblijven. Op overtreding stond de doodstraf.
Southwell werd op eigen verzoek in 1586 naar Engeland gestuurd als missionaris. Hij deed zijn werk noodgedwongen 'ondergronds' en reisde rond van de ene hem goed gezinde familie naar de andere, om waar hij kon de vereiste rites uit te voeren. Hij werkte daarbij onder verschillende namen.
In 1589 werd hij huiskapelaan bij Ann Howard, wier echtgenoot Philip Howard, in de Tower zat op beschuldiging van hoogverraad. Tot hem richtte Southwell zijn Epistle of Comfort. Dit en andere religieuze geschriften werden breed verspreid en vonden ook aftrek onder niet-katholieken.

## Verraad en arrestatie
Na zes jaar op deze wijze gewerkt te hebben, werd Southwell verraden en gearresteerd. Hij was gewoon het huis te bezoeken van de in Harrow wonende Richard Bellamy, die ervan verdacht werd banden te hebben met Jerome Bellamy, die was geëxecuteerd vanwege zijn betrokkenheid bij een complot gericht tegen de koningin. Bellamy's dochter Anne werd gearresteerd en gevangengezet in Holborn. Tijdens die gevangenschap verried zij Southwell en haar familie. Southwell werd gearresteerd en gemarteld in de gevangenis in Westminster. Hij werd onder zodanig abominabele omstandigheden gevangengehouden dat zijn vader een petitie aan de koningin richtte met de vraag om hem of onmiddellijk te berechten en ter dood te brengen of zijn levensomstandigheden te verbeteren.
Southwell werd vervolgens ondergebracht in de Tower of London, waar hij drie jaar verbleef en martelingen moest ondergaan. Uiteindelijk werd hij verplaatst naar de gevangenis van Newgate, berecht en ter dood veroordeeld. Hij werd wegens verraad opgehangen en gevierendeeld.
Southwell werd zalig verklaard in 1929. In 1970 volgde zijn heiligverklaring.

## Werk
Southwell schreef zijn prozawerk in het jaar voor het verraad dat was bedoeld als troost en ondersteuning van de vervolgde katholieken. Zijn gedichten schreef hij vermoedelijk tijdens zijn periode in de gevangenis. Zijn werk werd niet tijdens zijn leven gepubliceerd; meteen na zijn dood in 1595 werden zijn gedichten uitgegeven. In datzelfde jaar beleefde St Peter's Complaint: Other Poemes drie herdrukken, evenals zijn Moeniae. Zijn oeuvre was klein en altijd religieus van aard. Zijn werk geniet weinig bekendheid, met uitzondering van The Burning Babe, dat in bloemlezingen voorkomt. Wel wordt het werk beschouwd als van hoge kwaliteit en als voorloper van de religieuze poëzie van het begin van de 17e eeuw.